# سباق طواف فرنسا 1951
سباق طواف فرنسا 1951 من سلسلة سباقات سباق طواف فرنسا. أقيم هذا السباق في تاريخ 4-29 يوليو 1951 على 24 مراحل. بعد مرور 142 ساعة و20 دقيقة و14 ثانية وبعد طي 4690 كم بمتوسط 32.949 كم في الساعة فاز بالميدالية الذهبية هوغو كولبت من سويسرا، فيما حصد رافايل جيمينياني من فرنسا الميدالية الفضية، وكانت الميدالية البرونزية من نصيب لوسيان لازاريديس من فرنسا.

## الميداليات
| ذهب                 | فضة                      | برونز                    |
| هوغو كولبت - سويسرا | رافايل جيمينياني - فرنسا | لوسيان لازاريديس - فرنسا |